# Pompás fényseregély

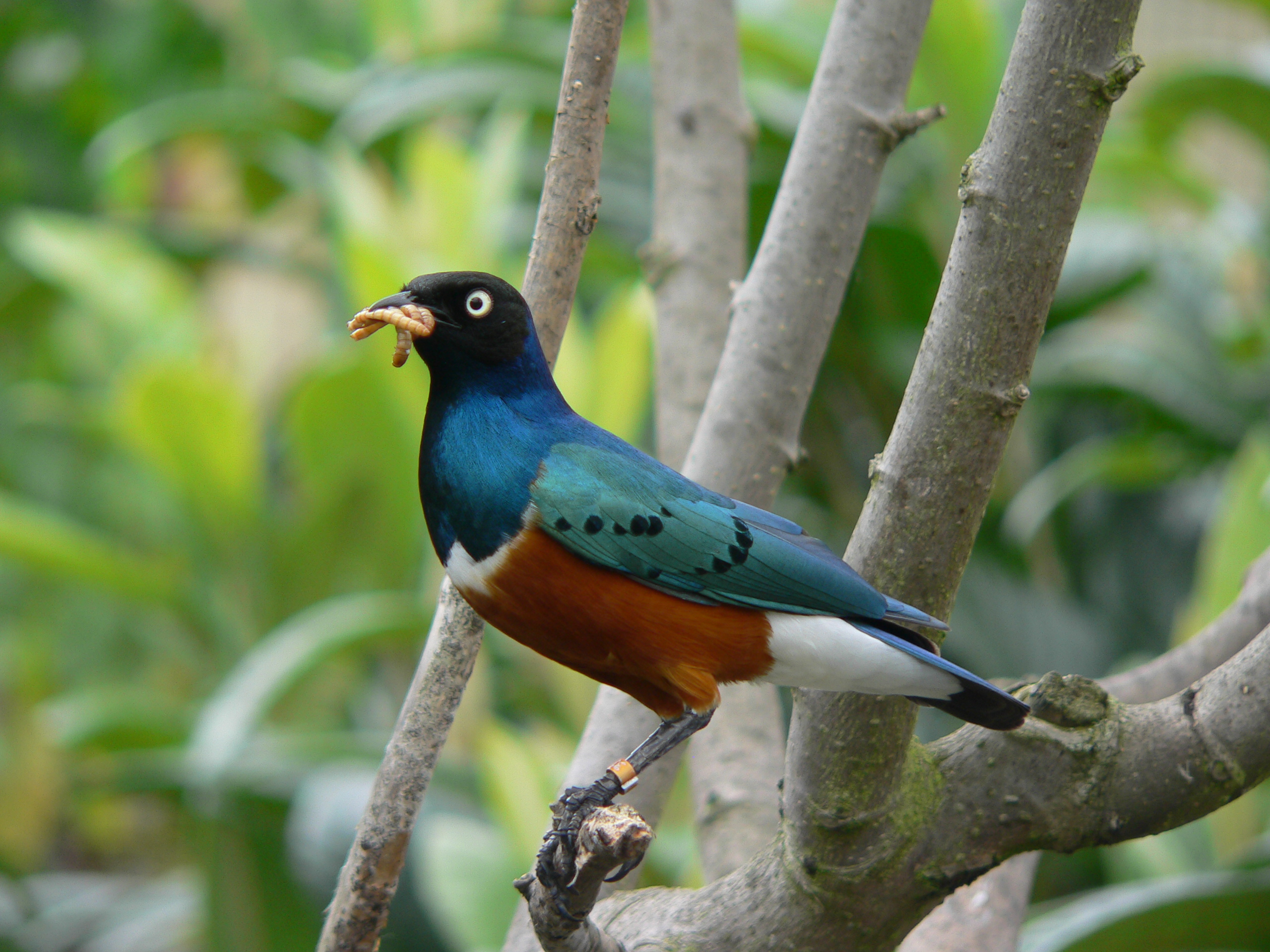

A pompás fényseregély vagy háromszínű fényseregély (Lamprotornis superbus)  a madarak osztályának verébalakúak (Passeriformes) rendjébe és a seregélyfélék (Sturnidae) családjába tartozó faj.

## Előfordulása
Kelet-Afrikában, Dél-Szudán, Etiópia, Szomália, Uganda, Kenya és Tanzánia területén honos.
Nyílt szavannák, bozótos területek madara, olykor a külvárosi kertekben is megjelenik.

## Megjelenése
Testhossza 18 centiméter. Háta fénylő fekete színű, nyaka és válla zöldeskék. Ezzel éles ellentétben hasa és torka narancssárga. Mellén egy fehér sáv húzódik. Farka rövid, tollazata fénylő. Változatos hangrepertoárja van, éles füttyöket és lágy trillákat egyaránt hallat.
|  |

## Életmódja
A nyílt társulásokban őshonos, de ma már gyakoriak a szántókon, falvakban, városokban is. Kis csapatokban táplálkozik a talajon. Rovarokat, más kisebb gerincteleneket, gyümölcsöt, magvakat gyűjt. Sokszor gyülekezik a szafarik táborhelyei körül táplálék reményében.

## Szaporodása
Bokorra, faodúba vagy sziklaodúba fűből építi gömb alakú fészkét, tollakkal béleli. A tojó 4 tojást rak, melyeken felváltva költenek a hímmel 12 napig. A fészek építésében, a kotlásban és a fiókák nevelésében mindkét szülő részt vesz.

## Fordítás
- Ez a szócikk részben vagy egészben  a   Dreifarben-Glanzstar című német Wikipédia-szócikk ezen változatának fordításán alapul.  Az eredeti cikk szerkesztőit annak laptörténete sorolja fel. Ez a jelzés csupán a megfogalmazás eredetét és a szerzői jogokat jelzi, nem szolgál a cikkben szereplő információk forrásmegjelöléseként.